# Чемпионат России по боксу 1992
Чемпионат России по боксу 1992 года проходил в Пятигорске 12—18 октября.

## Медалисты
| Весовая категория | Золото             | Серебро             | Бронза                               |
| ----------------- | ------------------ | ------------------- | ------------------------------------ |
| до 48 кг          | Владимир Ганченко  | Ильшат Тухватуллин  | Туман Шутуков Сейлбек Балтабаев      |
| до 51 кг          | Альберт Пакеев     | Вячеслав Захарченко | Г. Соколов А. Абдурахманов           |
| до 54 кг          | Владислав Антонов  | Михаил Ананин       | Вячеслав Исаев Геннадий Темирбулатов |
| до 57 кг          | Фаат Гатин         | Виталий Каргин      | Андрей Гоголев Андрей Чеботарёв      |
| до 60 кг          | Сергей Галикеев    | Бато Батуев         | Юрий Обухов Сергей Самойленко        |
| до 63,5 кг        | Ринат Гизатуллин   | В. Романов          | Р. Пашин А. Белинин                  |
| до 67 кг          | Александр Шкаликов | Тагир Галеев        | Алексей Анайкин Ахмедхан Адилов      |
| до 71 кг          | Сергей Караваев    | Дмитрий Стрельчинин | Виталий Янкин Андрей Палагин         |
| до 75 кг          | Али Шугаипов       | О. Ходоров          | Игорь Богдашкин Сергей Татевосян     |
| до 81 кг          | Дмитрий Выборнов   | Алексей Ильин       | Владимир Аронов Игорь Кшинин         |
| до 91 кг          | Игорь Андреев      | Сергей Захаров      | В. Сафронов И. Земченко              |
| свыше 91 кг       | Алексей Лезин      | Андрей Аулов        | Анатолий Жалковский Дмитрий Баранов  |